# 狡裂齒脂鯉
狡裂齒脂鯉，為輻鰭魚綱脂鯉目脂鯉亞目上口脂鯉科的其中一個種，分布於南美洲烏拉圭河流域，體長可達33.4公分，棲息在植被生長茂盛水域，生活習性不明。